# Changba, Yunnan
Changba Zhen (kinesiska: 场坝, 场坝镇) är en köping i Kina. Den ligger i provinsen Yunnan, i den sydvästra delen av landet, omkring 330 kilometer nordost om provinshuvudstaden Kunming. Antalet invånare är 51 934. Befolkningen består av 24 592 kvinnor och 27 342 män. Barn under 15 år utgör 29,0 %, vuxna 15-64 år 63 %, och äldre över 65 år 6,0 %.
Genomsnittlig årsnederbörd är 1 157 millimeter. Den regnigaste månaden är juli, med i genomsnitt 232 mm nederbörd, och den torraste är december, med 13 mm nederbörd.